# 불알 고문

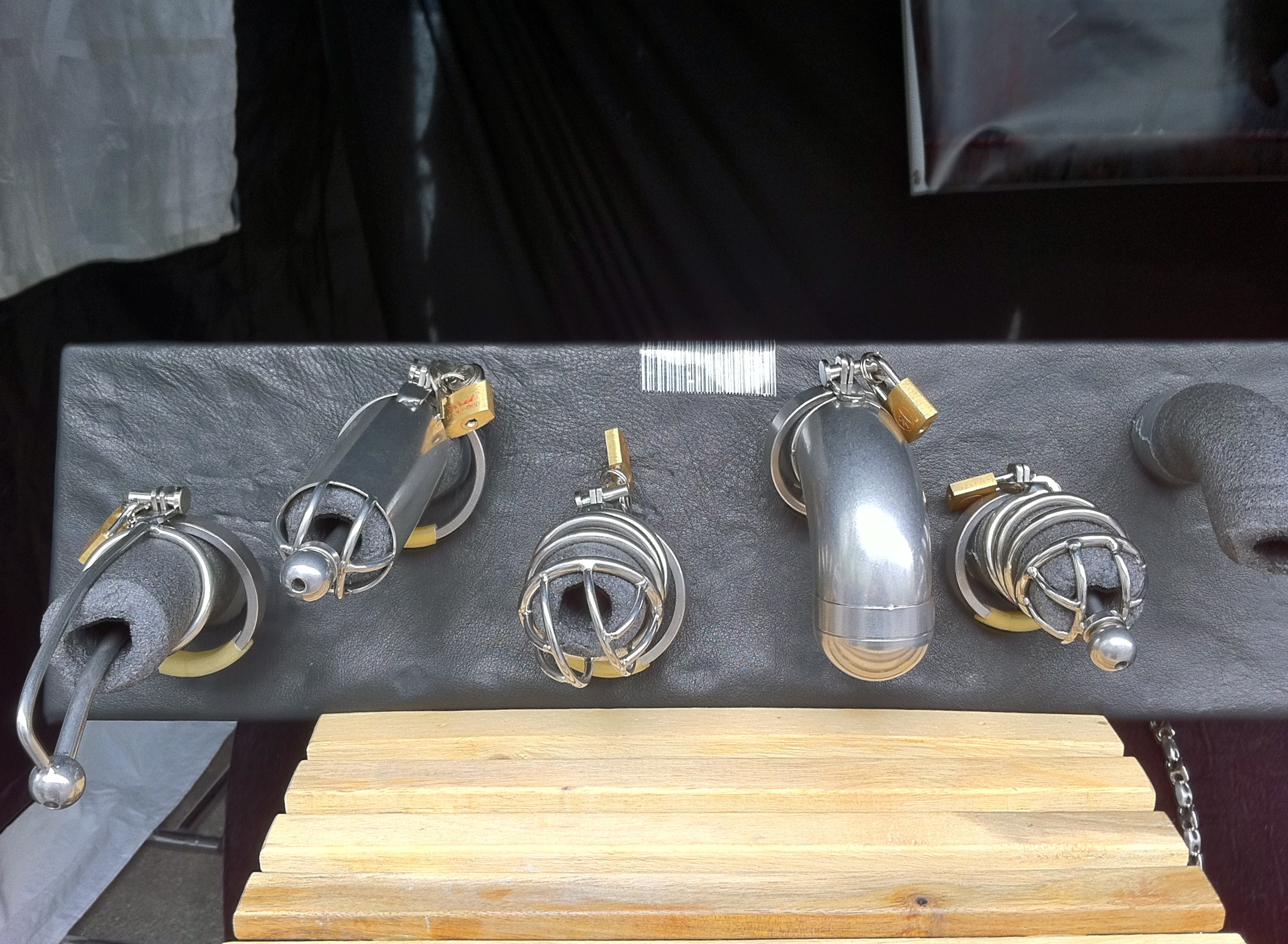
육체적 순결 기구(Chastity device)

불알 고문(영어: Cock and ball torture, CBT)은 어떠한 수단을 이용하여 강한 압력을 고환에 주어 남성에게 고통을 주는 행위를 말하며 BDSM의 일종으로 볼버스팅이라고도 한다. 성적 플레이에서 많이 사용된다. 종류에는 음경 당기기, 음경 물기, 음경 움켜쥐기, 음경 으깨기, 불알 차기, 불알 움켜쥐기, 불알 으깨기, 전기충격 가하기 등이 있다. 잘 한다면 성적 흥분을 끌어 올릴 수 있으나, 안전어를 설정하는 등의 방법으로 안전에 유의해야 한다. 경우에 따라서 영구적인 성기능 손상으로 이어질 수 있으며 성기가 파열될 경우 상처를 통한 감염이 일어나거나 과다출혈 또는 쇼크로 사망할 수 있다.

## 성적 플레이
고환에 충격이 가해지면 일반적으로 하복부를 매우 강하게 강타했을 때의 고통을 받는다. 이 고통은 매우 큰 편에 속하기에 일반적으로는 본능적으로 이 고통을 피하려고 하는 습성을 가지고 있지만, 이것을 좋아하는 사람도 있다. 이른바 마조히즘 지향적인 경우, 불알에 공격을 받으면서 성적 흥분을 느끼기도 한다. 이는 단순히 불알에 충격이 가해졌다는 것만으로 성적 흥분을 하기 보다는 당하는 사람의 성적 지향성과 취향에 따라서 달라진다.

## 도구
볼 크러셔(ball crusher), 볼 스트레처(ball stretcher), 험블러(humbler), 테스티클 커프(testicle cuff)등을 사용할 수 있으며 물론 도구 없이 손이나 신체의 일부를 사용할 수도 있다.

## 같이 보기
- CBT
- 음낭
- 음경